# ملبک
ملبک (به آلمانی: Melbeck) یک شهر در آلمان است که در لونبورگ واقع شده‌است. ملبک ۳٬۳۲۵ نفر جمعیت دارد.